# قلعه پیرنکی جاجان
قلعه پیرنکی جاجان مربوط به هزاره اول قبل از میلاد است و در شهرستان ورزقان، بخش مرکزی، دهستان ازومدل شمالی، ۱ کیلومتری شمال غرب روستای جاجان واقع شده و این اثر در تاریخ ۲۷ اسفند ۱۳۸۷ با شمارهٔ ثبت ۲۶۳۹۷ به‌عنوان یکی از آثار ملی ایران به ثبت رسیده است.